# Jake Lappin
Jake Lappin (Kilmore, 11 de setembro de 1992) é um atleta paralímpico australiano em cadeira de rodas. Defendeu as cores da Austrália disputando no atletismo dos Jogos Paralímpicos Londres, em 2012, mas não medalhou. Lappin representou a Austrália disputando os Jogos Paralímpicos do Rio de Janeiro, em 2016.

## Biografia
Lappin nasceu no dia 11 de setembro de 1992, em Kilmore, Vitória e, desde 2012, atua como estudante.

## Atletismo

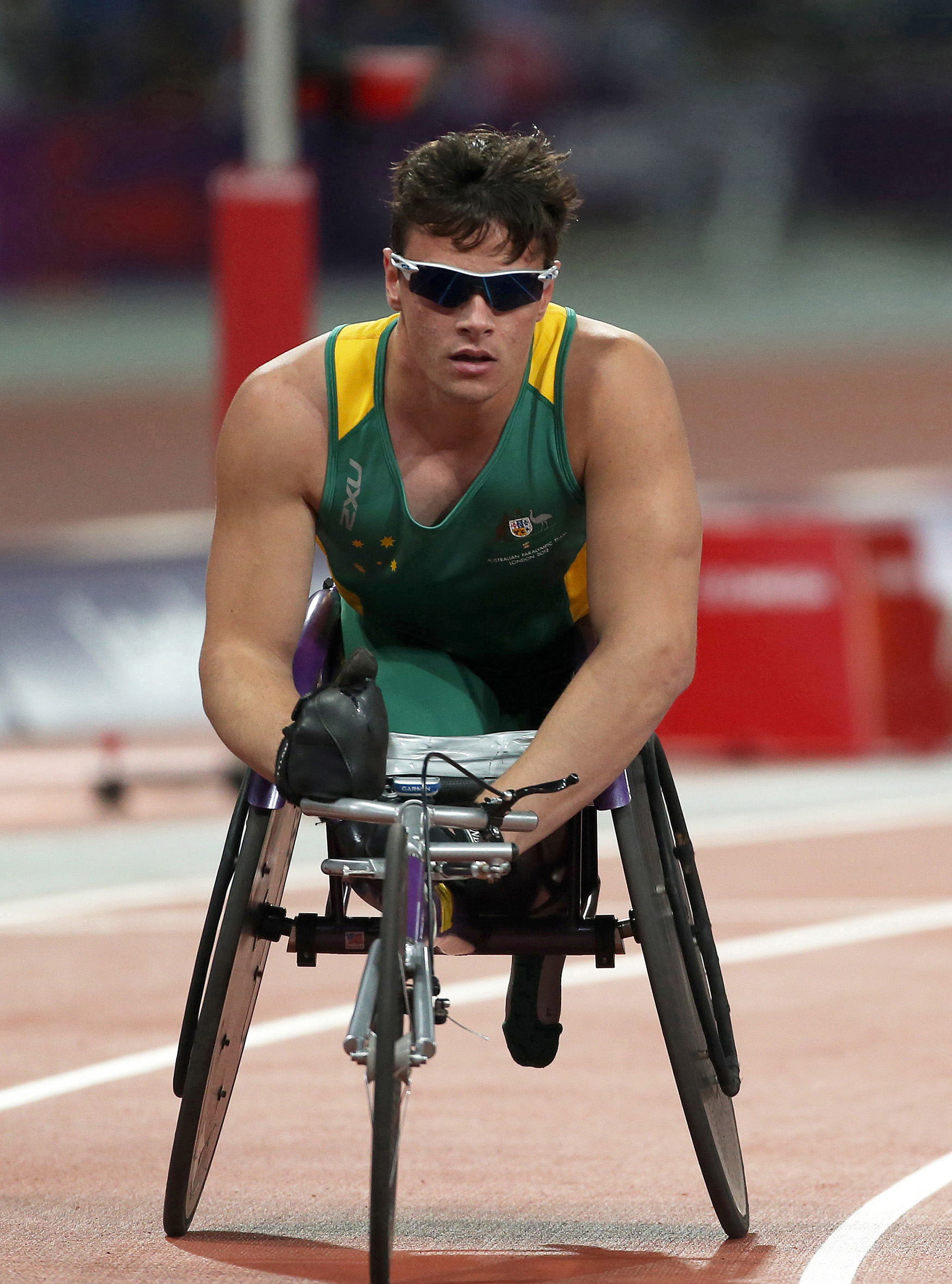
Lappin nos Jogos Paralímpicos de Londres, em 2012.

Lappin compete na categoria T54 e é especialista nas provas dos 400 e 800 metros em cadeira de rodas. É integrante do Clube Atlético Glenhuntly.
Lappin começou a competir em 2005. Na corrida divertida da cidade baía de Adelaide, em 2008, terminou em primeiro lugar na categoria de cadeira de rodas, com o tempo de 29:42 minutos. Em 2010, ficou em décimo sétimo lugar do mundo na corrida dos 800 metros. Disputou o Perth City to Surf, em 2010, onde venceu a prova em cadeira de rodas após ter percorrido 11 km. Em 2010, Lappin vence a Cedartown 5K Wheelchair Race na categoria Juniores, com o tempo de 11:27,85 minutos. No Australian Athletes de 2010 com o Disability Championships, ficou em segundo lugar na prova de 1500 metros em cadeia de rodas, com 3:23,79. Ficou em terceiro nos 100 metros masculino T54 em cadeira de rodas, com o tempo de 16,62 segundos e em terceiro nos 200 metros em cadeira de rodas, com 29,31 segundos.

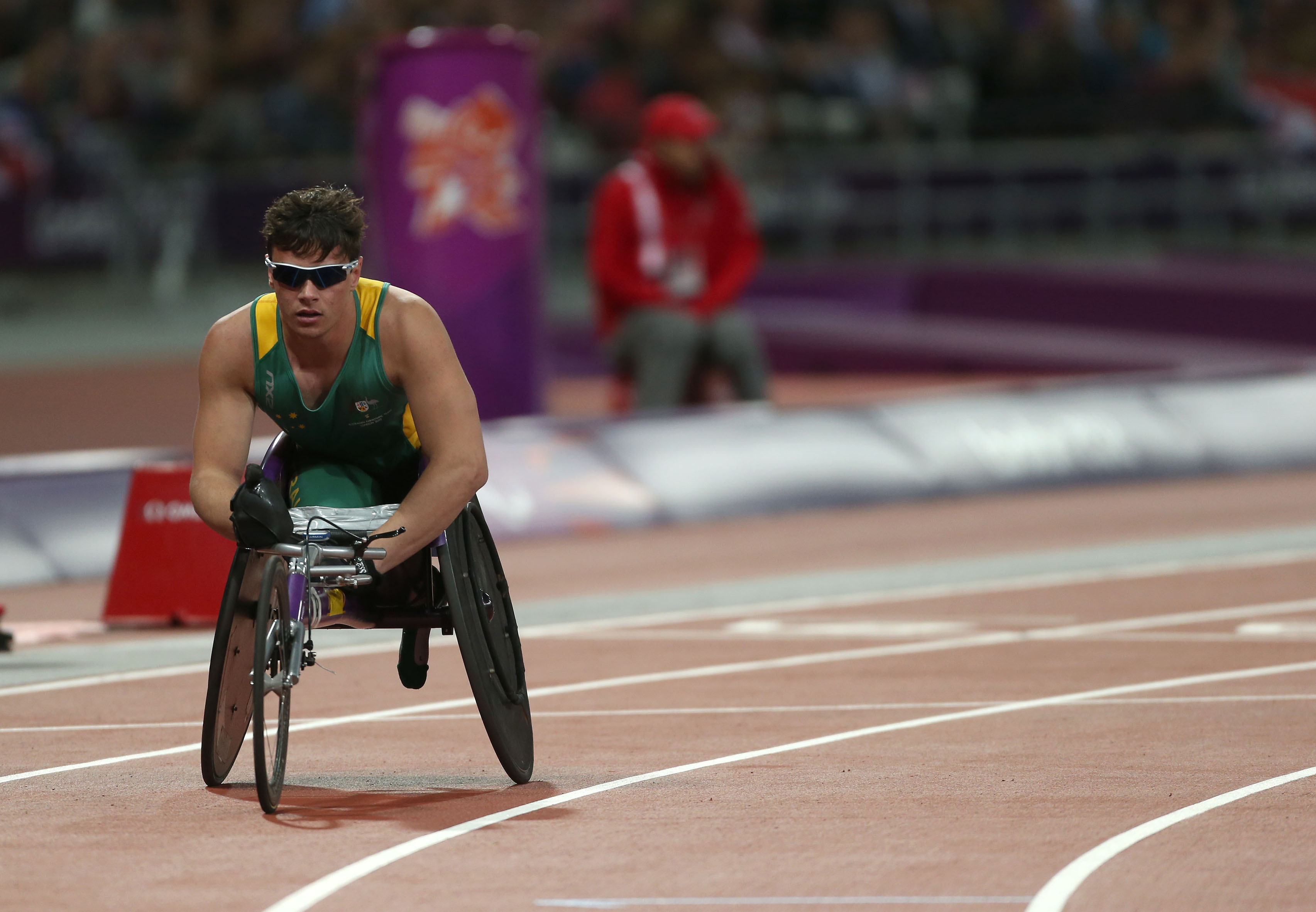
Lappin nos Jogos Paralímpicos de Verão de 2012, em Londres.

Disputou dos Jogos da Commonwealth de 2010 nos 1500 metros T54 em cadeiras de rodas e foi um dos três atletas australianos que se classificaram para as finais, com os outros dois sendo Kurt Fearnley e Richard Colman. Lappin terminou em terceiro nas eliminatórias de 1500 metros, com 22,05 segundos.
Em 2011, competiu no evento City2Surf de Sydney, no primeiro ano que o evento inaugurou a categoria de cadeira de rodas da elite. A sua participação e a de outros adversários em cadeira de rodas foram financiadas pelos patrocinadores.
Foi escolhido para representar a Austrália no atletismo dos Jogos Paralímpicos de Verão de 2012, porém, não medalhou.[carece de fontes?]
Nos Jogos Paralímpicos de Verão de 2016, realizados no Rio de Janeiro, no Brasil, Lappin competiu em duas provas. Terminou classificado em décimo primeiro nas eliminatórias masculinas dos 100 metros da categoria T54 e ficou em décimo quarto nas eliminatórias masculinas de 1500 metros T54 e não avançou às finais. Nos 800 metros masculino T54, retirou-se da prova.
Lappin é capaz de fazer flexões sem usar as pernas.